# Pli synovial infrapatellaire
 (juin 2023).
Le pli synovial infrapatellaire (ou ligament adipeux ou pli synovial sous-rotulien) est une extension de la membrane synoviale de l'articulation fémoro-tibiale. 

## Description
Deux extensions de la membrane synoviale se détachent des bords latéral et médial de la patella : les plis alaires. 
Les deux plis alaires fusionnent en une seule bande pour former le pli synovial infrapatellaire. 